# Wegnummer

Een Zweeds wegnummer

Een wegnummer is een nummer gegeven aan een verkeersweg, ter identificatie van deze weg. Veelal is het nummer van een weg minder lokaal dan de straatnaam van die weg, als die straatnaam al bestaat.
Wegnummers bestaan op alle niveaus, vanaf lokale wegen, provinciale wegen, departementale wegen en nationale wegen, tot zelfs continentale wegen, zoals de Europese wegen.
Bijgevolg is het systeem om wegen te nummeren en aan te duiden ook heel verschillend. In veel landen, waaronder Nederland en België, is men vertrouwd met een aanduiding die begint met een prefix (een letter), gevolgd door 1 tot en met 4 cijfers. De letter geeft ofwel aan wat het type is van de weg (zo staat A voor autosnelweg) ofwel de instantie die de weg beheert (zo betekent D in Frankrijk departementale weg). 
Naast een prefix kan een wegnummer ook een suffix hebben. Dit is een achtervoegsel dat meestal aangeeft dat de weg een aftakking van de weg met het wegnummer zonder suffix is. Vaak is een suffix een letter of een combinatie van letters. De Belgische N1a is bijvoorbeeld een aftakking van de N1. Maar in oudere systemen komen ook cijfersuffixen voor. In de oude Joegoslavische wegnummering werd een cijfer toegevoegd aan het wegnummer. Zo was de M1.9 een aftakking van de M1. Bosnië en Herzegovina en Montenegro hanteren dit systeem nog steeds, Servië stapt er op dit moment vanaf.